# BKK Rieker Ricosta Weisser
Die BKK Rieker Ricosta Weisser (kurz BKK RRW, Eigenschreibung BKK Rieker • RICOSTA • Weisser) ist eine deutsche Körperschaft des öffentlichen Rechts und eine betriebsbezogene Betriebskrankenkasse mit Sitz in Tuttlingen. Versichern können sich ausschließlich Mitarbeiter der Trägerunternehmen und deren Angehörige.
Ihren Ursprung hat die Krankenkasse, die am 1. Januar 1998 durch Fusion der BKK Rieker und Ricosta (Tuttlingen) und der BKK J. G. Weisser Söhne (St. Georgen) entstand, bei den Unternehmen Rieker Schuh GmbH, RDG Rieker Dienstleistungsgesellschaft mbH, Ricosta Schuhfabriken GmbH und J. G. Weisser Söhne GmbH & Co KG.

## Weblink
- Offizielle Website

Koordinaten: 47° 58′ 52,7″ N, 8° 49′ 8″ O